# Utente
Un utente (dal latino utens, participio presente di uti, ossia "usare", "godere") è colui che usufruisce di un bene o di un servizio, generalmente collettivo, fornito da enti pubblici o strutture private. 
Il termine è largamente, seppure impropriamente, adoperato anche nell'informatica: in tale ambito connota colui che interagisce con un computer, o viene usato come generalizzazione del termine account; ciò che si frappone tra l'utente e il computer è altresì detto interfaccia utente e in tale contesto si adotta anche il termine nome utente.

## L'utente nel contesto economico
Nel contesto dei servizi pubblici, o più in generale in economia il cittadino-utente rappresenta l'ultimo anello della catena di fornitura, ma non necessariamente l'utilizzatore finale. 
L'utente in questo contesto si contrappone al termine cliente, perché quest'ultimo sceglie e paga per ottenere un bene o un servizio. L'utente invece paga beni o servizi pur non potendoli scegliere in quanto erogati in regime di monopolio direttamente  dalla Pubblica Amministrazione o da un ente pubblico (comune o azienda ospedaliera) o da un'azienda municipalizzata (energia, raccolta rifiuti, o trasporti locali) o indirettamente da un soggetto che opera in concessione (società ferroviarie, autostradali, di telefonia). I beni e servizi  aventi natura pubblica sono pagati in parte dalla comunità attraverso le  imposte, in parte dall'utente, attraverso specifiche tasse (per  esempio, quelle per lo smaltimento dei rifiuti solidi urbani) o contributi (per esempio, biglietto per il trasporto su mezzi pubblici urbani), strettamente dipendenti dall'effettivo uso che l'utente ne fa. In questi casi, gli enti fornitori sono aziende comunali o aziende che hanno ottenuto concessioni entro confini amministrativi locali e per beni o servizi giudicati strategici per la gestione dell'ente territoriale concedente. Quando si tratta di concessioni legate ad ambiti diversi da quelli locali o per servizi che attengono a una sfera di interesse che distingue il bene pubblico dal servizio in concessione (per esempio, la distribuzione dell'acqua potabile), solitamente le imprese concessionarie, a fronte del pagamento della concessione e/o di una garanzia circa livelli di servizio concordati con le Amministrazioni Pubbliche, praticano prezzi sorvegliati (per esempio, pedaggio autostradale); in tal caso i rapporti contrattuali assumono valenza di contratto autonomo. 
L'utente si differenzia dal cliente, perché quest'ultimo è portatore di una facoltà di scelta, nei fatti non consentita al primo. All'utente inoltre generalmente gode di meccanismi di tutela di carattere economico, derivanti da contratti, che nel tempo possono essere modificati o non rinnovati, non diritti soggettivi inalienabili. 
Anche alla luce della precisazione di cui sopra non appare in ogni caso ed in alcun modo giustificata una differenza concettuale tra il diritto del cliente e quello dell'utente ad ottenere, a fronte di un contratto e di un corrispettivo economico, un prodotto/servizio/prestazione accettabile in termini di qualità. Tale diritto è sancito e regolato dal codice civile italiano e tutelato dalle associazioni dei consumatori per intentare eventuali cause collettive di risarcimento (class action).

## Strumenti utilizzati per agevolare le scelte degli utenti
Oggi si parla anche di società multiservizi dove sembra prevalere maggiore attenzione a conseguire, attraverso fusioni societarie delle aziende municipalizzate maggiore efficienza e qualità dei servizi, grazie anche al risultato conseguibile da economie di scala reciproche.
Un'altra via per consentire all'utente di scegliere tra più fornitori di servizi è la liberalizzazione. Essa dovrebbe consentire a nuovi soggetti e risorse, in concorrenza tra loro, l'abbassamento di costi e tariffe per un migliore rapporto qualità/prezzo dei servizi. 
È pur vero tuttavia che taluni monopoli naturali ad es. nel gas e nell'energia, sono destinati a rimanere perché strategici per il Paese o perché richiedono grandi investimenti, ma questo non esclude una seria razionalizzazione dei servizi ed una maggiore attenzione all'utente.

## Strumenti a tutela dell'utente
A tutela della categoria, nel corso del tempo sono stati creati vari meccanismi e strutture di sorveglianza e vigilanza, oggi attuata attraverso autorità garanti, alle quali la legge assegna i compiti di sorveglianza in ordine alle modalità di erogazione, contenuto dei beni e dei servizi messi a disposizione dal fornitore e in ordine ai prezzi praticati. A seconda del contesto in cui è calato, il termine utente può declinarsi in diversi modi:
A fronte di un prodotto/servizio/prestazione carente o insoddisfacente, spesso gli ordinamenti prevedono il diritto di sporgere reclamo.

## Altre accezioni
Ci sono altri contesti dove si parla di utente. Ad esempio:
- utente di un bene materiale (veicolo, edificio, ecc);
- utente di un servizio (infrastruttura stradale, radio-televisione, assicurativo, bancario, trasporto, telefonia, di un'applicazione software o di un sistema operativo, ecc);
- utente di servizi interni ad un'azienda (mensa, flotta autovetture, centralino, ecc).